# Windows镜像文件格式
Windows 映像文件格式（英語：Windows Imaging Format,WIM）是一个基于文件的磁盘映像格式。它由微软公司设计且发布于Windows Vista及其之后的Windows操作系统中，用来支持他们的一部分标准安装过程。它与旧版Windows操作系统兼容良好，且部分用于Windows Fundamentals for Legacy PCs中。。

## 设计
与其它磁盘映像格式类似，WIM格式包含一系列的文件与所关联的文件系统元数据。然而，与其他基于磁盘扇区的格式（如ISO格式,CUE格式,BIN格式的光盘格式）不同，WIM是基于文件的。这意味着信息的最小单元是一个文件。这使其最主要的优点是硬件独立，且一个文件的SIS可在系统中被使用多次。

## 文件布局
WIM标头 - 定义 .wim 文件的内容，包括关键资源（元数据资源、查找表、XML 数据）的内存位置，以及各种 .wim 文件属性（版本、大小、压缩类型）。
文件资源 - 包含捕获数据的一系列程序包，如源文件。
元数据资源 - 包含有关正在捕获的文件的信息，包括目录结构和文件属性。.wim 文件中的每个映像都有一个元数据资源。
查找表 - 包含 .wim 文件中的资源文件的内存位置。
XML数据 - 包含有关映像的其他数据。
完整性表 - 包含用于在应用操作期间验证映像完整性的安全哈希信息。

## 用途
Windows 映像格式由于部署较方便，因此取代Windows NT 5.X 的安装方式，成为从Windows Vista之后的标准部署方式。而使用者也不一定要使用Windows Setup 进行Windows 安装，其实仍可以透过DISM及ImageX来达到与Windows Setup 完全一样效果，这时候将只需要安装媒体中sources文件夹的install.wim的档案以及一个Windows 环境(Windows、 Windows To Go、 Windows PE等...)和命令提示字符来完成安装。
Windows 映像格式除了能够部署Windows 安装，它也能用于Windows PE及Windows 修复环境(Windows安装媒体\sources\boot.wim)。
Windows PE提供支持NTFS及64位(WOW64)程序的好处，请见Windows PE。除此之外，它也能用于备份Windows(较少使用)和复原Windows(有些计算机厂商的还原扇区即是利用此方式)。

## 部署及掛載
可以利用DISM及ImageX指令来进行部署及挂载（以及脱机升级版本、更改语言、更改相关设定）
如DISM可利用X:\Windows\System32:DISM.exe /Mount-wim /WimFile:檔案路徑 /Index:子映像編號 /MountDir:掛載路徑 來掛載Windows映像。
而部署也能利用類似指令(不是/Mount-Wim)來部署。
DISM是Deployment Image Servicing and Management (中文:部署映像服务与管理) 的缩写，是Microsoft开发的程序。内建于Windows 7 及以后版本，Vista可以自行下载，NT5.x可能无法顺利支持。
ImageX也是一款具有相同功能的工具，也是Microsoft开发的程序，随附于Windows ADK (Windows 8 / Windows Server 2012 部署工具)、Windows AIK (Windows 7 / Windows Server 2008 R2 部署工具)、以及和Windows 7 部署工具同名但内核不一样的Windows AIK (Windows Vista / Windows Server 2008 部署工具)。